# جيري كوسبي
جيري كوسبي (بالإنجليزية: Gerry Cosby)‏ هو لاعب هوكي الجليد أمريكي، ولد في 15 مايو 1909، وتوفي في 26 نوفمبر 1996.